# Cordia affinis
Cordia affinis är en strävbladig växtart som beskrevs av Johann Baptist Georg Wolfgang Fresenius. Cordia affinis ingår i släktet Cordia, och familjen strävbladiga växter. Inga underarter finns listade i Catalogue of Life.